# Charles Esquier
Charles Léon Stéphane Esquier, né le 17 avril 1871 à Alger et mort le 19 mai 1931 à Paris, est un poète, dramaturge et comédien français.

## Biographie
Fils des acteurs Paul Esquier et Marie Samary, élève de Gustave-Hippolyte Worms, il remporte après un premier accessit, en 1892 le Deuxième Prix de comédie de la Comédie Française. Membre de la troupe du théâtre du Gymnase (1892-1893), il passe en 1894 au théâtre de l'Odéon et débute dans le répertoire classique avec Britannicus. Il passe ensuite à la Comédie-Française. 
On lui doit par ailleurs des comédies. 
Sacha Guitry écrit sur lui : « On frappe — et je vois entrer Charles Esquier, ce bon Charles Esquier, qui avait du talent, qui était si gentil — mais qui était distrait ».

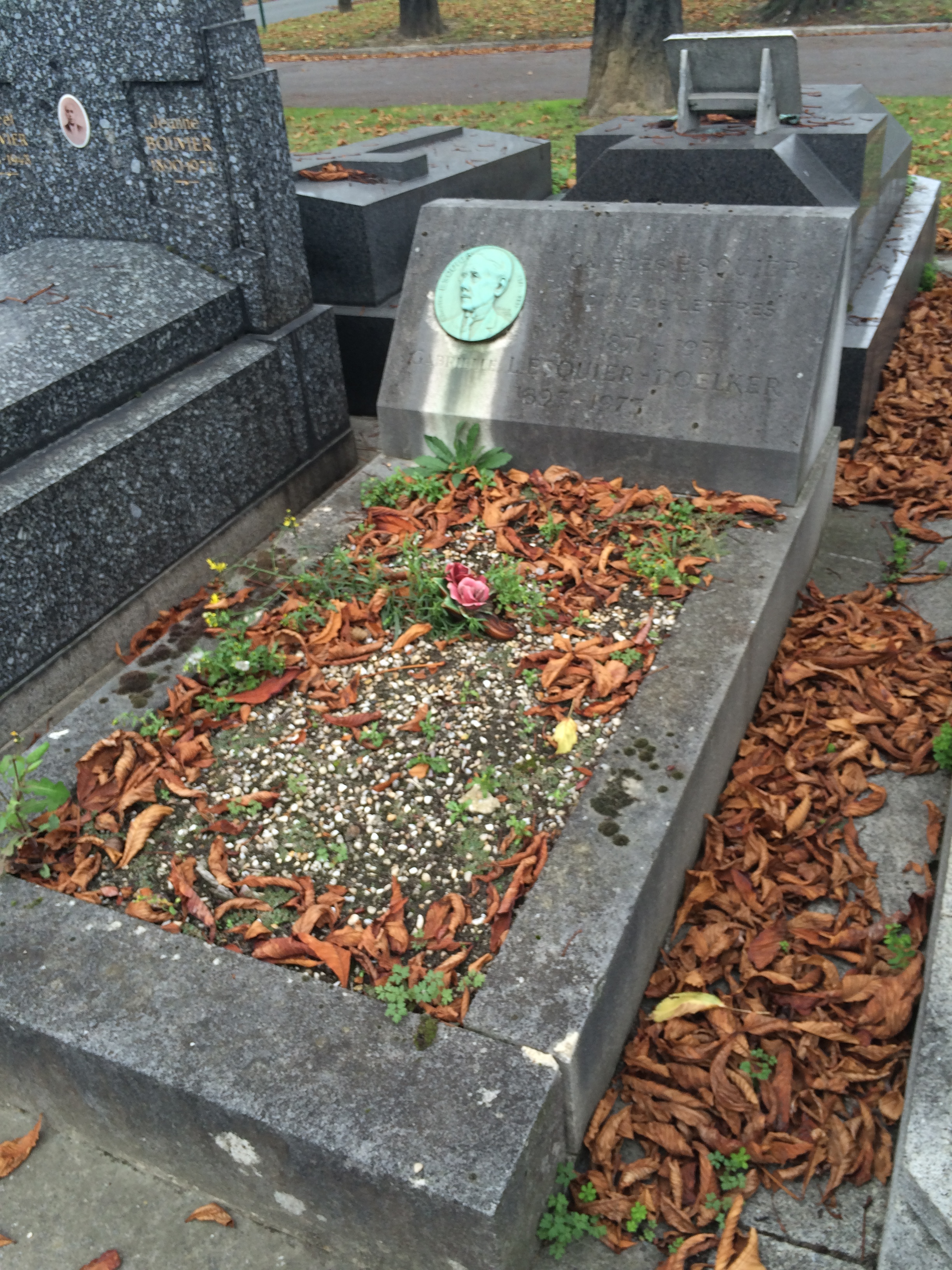
Tombe de Charles Esquier au cimetière des Batignolles (division 30).

Il meurt le 19 mai 1931 en son domicile dans le 17e arrondissement de Paris, et, a été inhumé au cimetière parisien de Saint-Ouen avant d'être transféré un an plus tard au cimetière des Batignolles (30e division), où il repose aujourd'hui.

## Œuvres
- 1898 : L'Ægypan, poème[7]
- 1900 : Roulbosse le saltimbanque, pièce en cinq actes en prose
- 1904 : Mam'zelle Chichi, opérette bouffe en un acte et quatre tableaux, La Scala, 28 janvier
- 1905 : Duval père et fils,  comédie en un acte. Paris, C. Joubert, représentée pour la première fois au théâtre des Variétés, à Paris, le 25 Janvier 1905, lire en ligne sur Gallica
- 1906 : Les Goules, drame en deux actes
- 1909 : Le Fils du saltimbanque, film
- 1909 : Lorsque l'enfant paraît, théâtre Antoine, 19 février
- 1913 : Entraineuse, théâtre Antoine, 1er mai